# Ян Матис

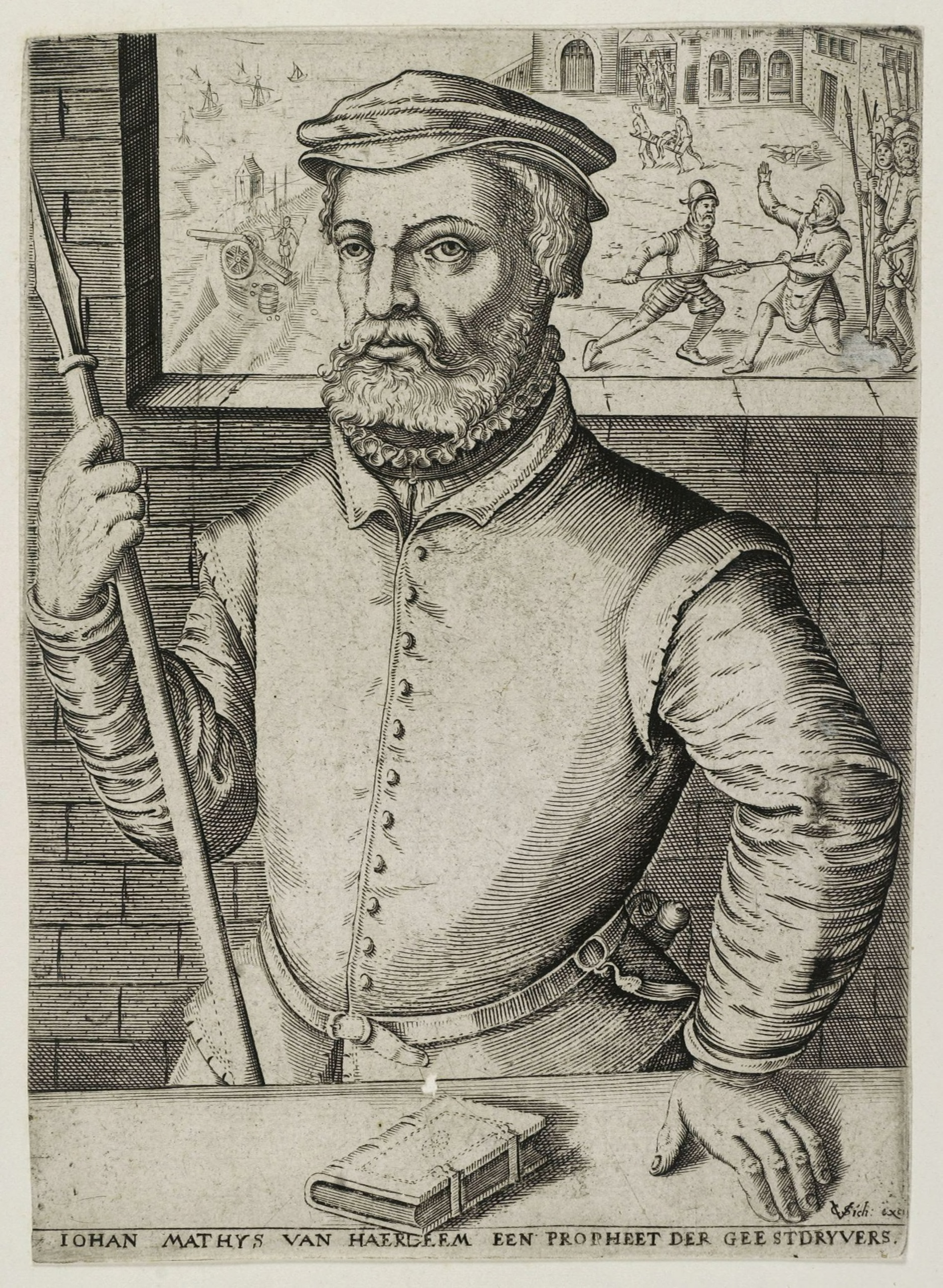
Ян Матис

Ян Матис (нем. Jan Matthus или Johan Mathis; род. ок. 1500, Харлем — ум. 5 апреля 1534, Мюнстер) — один из главных руководителей нидерландских и немецких анабаптистов в XVI веке, вождь Мюнстерской коммуны.

## Жизнь и учение
Ян Матис, по профессии пекарь из голландского города Харлем, вначале поддерживал религиозное движение сакраментистов, за что как еретик был присуждён в 1528 году к бичеванию и прокалыванию языка железным клином. С распространением в Нидерландах учения мельхиоритов присоединяется к нему и становится проповедником. Когда же после ареста Мельхиора Хоффмана в Страсбурге обнаружилась и несостоятельность его пророчества о приходе мессии осенью 1533 года — Ян Матис объявил Хоффмана лжепророком, а себя — истинным пророком Божиим, Энохом.
Переехав в Амстердам, Матис (Энох) выступает с собственным учением, в котором выжидательный хилиазм мельхиоритов трансформируется в революционное учение о насильственном ниспровержении существующих порядков и наступлении после этого тысячелетнего царства Христова, царства всеобщего равенства и свободы.
Ян Матис повсюду рассылал своих «апостолов», распространявших его учение и образовывавших всё новые анабаптистские общины. Покинув Нидерланды, пророк в середине февраля 1534 года направляется в Мюнстер, где вместе с Иоанном Лейденским, Бернардом Книппердоллинком и другими подготовил захват власти анабаптистами и создание Мюнстерской коммуны. Возглавив её, Матис конфисковал церковно-монастырское имущество, приказал сжечь долговые и налоговые документы, укрепил оборону города, отменил долги и денежное обращение, изъял у населения деньги и драгоценности.
При проведении этих реформ Ян Матис погиб за стенами Мюнстера в схватке с ландскнехтами мюнстерского архиепископа.